# Eugenie Besserer

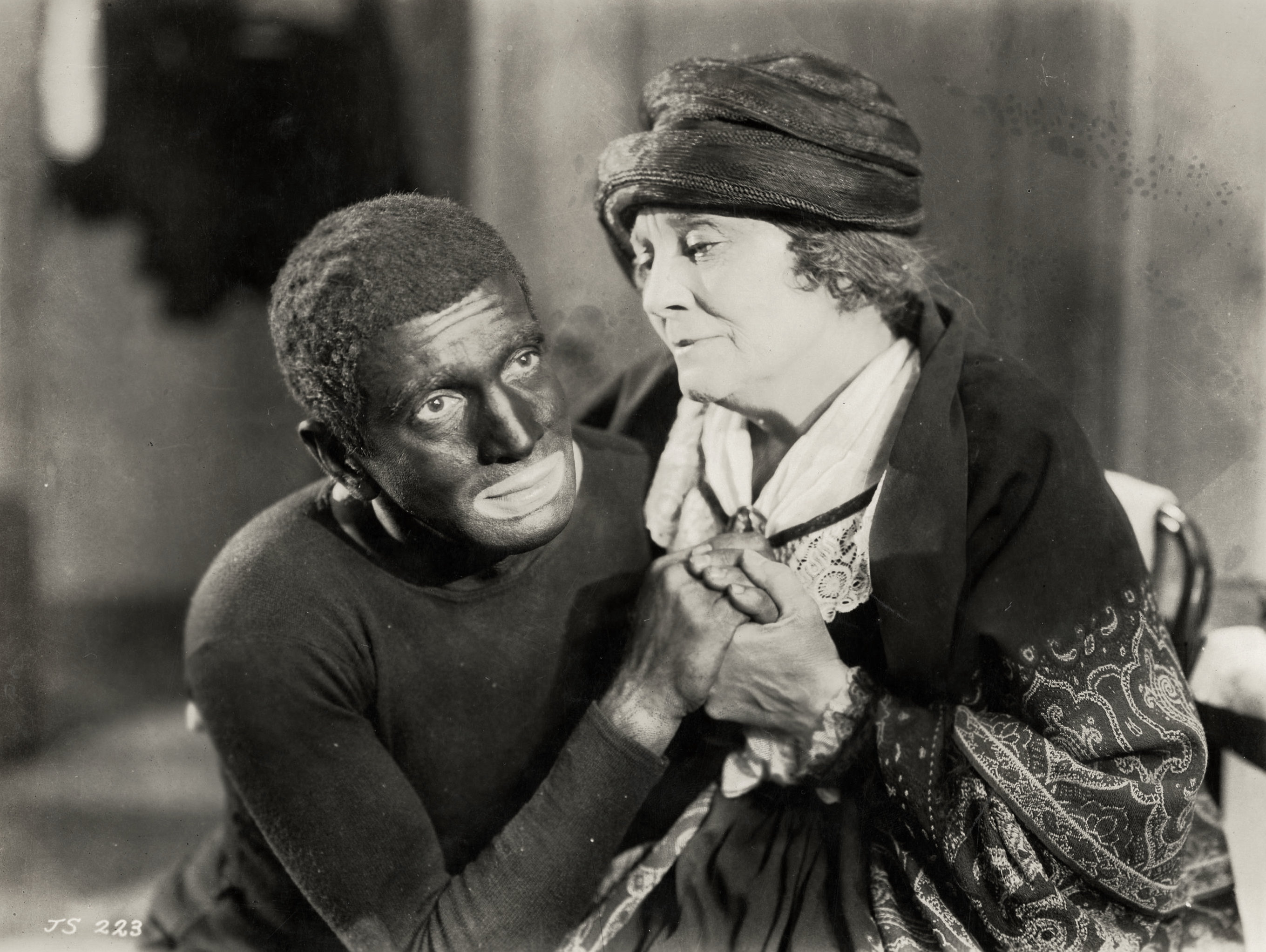
Al Jolson i Eugenie Besserer en un fotograma de la pel·lícula "The Jazz Singer" (1927).

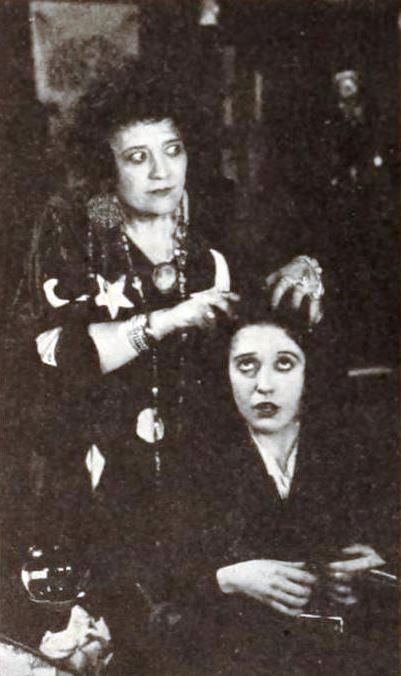
Eugenie Besserer i Mabel Normand en un fotograma de la pel·lícula "What Happened to Rosa" (1920)

Eugenie Besserer (Watertown (Estat de Nova York), 25 de desembre de 1868−Los Angeles (Califòrnia), 29 de maig de 1934) va ser una actriu de cinema que va actuar entre el 1910 fins poc abans de la seva mort, durant els primers anys del cinema sonor. El seu paper més conegut és el de Sara Rabinowitz, mare del protagonista de "The Jazz Singer" (1927).

## Biografia
Besserer va néixer a Waterton el 1868. Als 15-16 anys es va casar amb Albert W. Hegger (1865-1935) amb qui tindria una filla. Havia iniciat la seva carrera com a actriu teatral als 12 anys fent el seu debut amb Maurice Barrymore. També va treballar amb Frank Keenan, Wilton Lackaye i McKee Rankin. El seu debut en el cinema es va produir de la mà de la Selig a la pel·lícula "The Wonderful Wizard of Oz" (1910), companyia en la que va romandre fins al 1919. A partir d’aleshores passaria a treballar per a múltiples companyies. Va interpretar la mare del protagonista en la primera pel·lícula sonora,The Jazz Singer (1927) però poc després, el 1930 es va retirar participant només esporàdicament en alguna pel·lícula. La seva darrera actuació va ser a "To the Last Man" (1933). Va morir a Los Angeles d’un atac de cor en el moment en què planificava les seves noces d’or.

## Filmografia parcial
- The Wonderful Wizard of Oz (1910)
- The Mother (1911)
- The Still Alarm (1911)
- Stability vs. Nobility (1911)
- One of Nature's Noblemen (1911)
- A Sacrifice to Civilization (1911)
- The Craven Heart (1911)
- It Happened in the West (1911)
- The Profligate (1911)
- Slick's Romance (1911)
- Their Only Son (1911)
- The Regeneration of Apache Kid (1911)
- The Blacksmith's Love (1911)
- Old Billy (1911)
- The Bootlegger (1911)
- An Evil Power (1911)
- George Warrington's Escape (1911)
- The Cowboy's Adopted Child (1912)
- The Other Fellow (1911)
- Bunkie (1912)
- Disillusioned (1912)
- The Danites (1912)
- As Told by Princess Bess (1912)
- The Junior Officer (1912)
- Me an' Bill (1912)
- The End of the Romance (1912)
- The Hand of Fate (1912)
- A Child of the Wilderness (1912)
- In Exile (1912)
- The Lake of Dreams (1912)
- His Masterpiece (1912)
- The Little Indian Martyr (1912)
- Sergeant Byrne of the Northwest Mounted Police (1912)
- The Indelible Stain (1912)
- The Substitute Model (1912)
- The Count of Monte Cristo (1912)
- His Wedding Eve (1912)
- Old Songs and Memories (1912)
- The Vintage of Fate (1912)
- Opitsah: Apache for Sweetheart (1912)
- The Millionaire Vagabonds (1912)
- Sammy Orpheus; o The Pied Piper of the Jungle (1912)
- The Last of Her Tribe (1912)
- The Governor's Daughter (1913)
- The Spanish Parrot Girl (1913)
- Diverging Paths (1913)
- Love Before Ten (1913)
- Dollar Down, Dollar a Week (1913)
- In the Days of Witchcraft (1913)
- Lieutenant Jones (1913)
- Indian Summer (1913)
- Wamba A Child of the Jungle (1913)
- The Girl and the Judge (1913)
- A Flag of Two Wars (1913)
- Woman: Past and Present (1913)
- The Fighting Lieutenant (1913)
- In God We Trust (1913)
- The Ne'er to Return Road (1913)
- The Unseen Defense (1913)
- The Acid Test (1913)
- Fate Fashions a Letter (1913)
- The Probationer (1913)
- Phantoms (1913)
- The Master of the Garden (1913)
- Memories (1914)
- Elizabeth's Prayer (1914)
- The Salvation of Nance O'Shaughnessy (1914)
- The Fire Jugglers (1914)
- Me an' Bill (1914)
- His Fight (1914)
- The Man in Black (1914)
- Ye Vengeful Vagabonds (1914)
- Hearts and Masks (1914)
- The Tragedy That Lived (1914)
- The Story of the Blood Red Rose (1914)
- The Vision of the Shepherd (1915)
- Poetic Justice of Omar Khan (1915)
- The Carpet from Bagdad (1915)
- Ingratitude of Liz Taylor (1915)
- The Rosary (1915)
- The Circular Staircase (1915)
- The Bridge of Time (1915)
- Just as I Am (1915)
- I'm Glad My Boy Grew Up to Be a Soldier (1915)
- The Devil-in-Chief (1916)
- Thou Shalt Not Covet (1916)
- The Grinning Skull (1916)
- A Social Deception (1916)
- The Woman Who Did Not Care (1916)
- The Temptation of Adam (1916)
- The Crisis (1916)
- Twisted Trails (1916)
- The Garden of Allah (1916)
- Beware of Strangers (1917)
- Little Lost Sister (1917)
- Her Salvation (1917)
- The Witness for the State (1917)
- The Curse of Eve (1917)
- Who Shall Take My Life? (1917)
- In After Years (1917)
- The City of Purple Dreams (1918)
- The Still Alarm (1918)
- A Hoosier Romance (1918)
- The Eyes of Julia Deep (1918)
- The Road Through the Dark (1918)
- The Sea Flower (1918)
- Little Orphant Annie (1918)
- Ravished Armenia (1919)
- Turning the Tables (1919)
- Scarlet Days (1919)
- The Greatest Question (1919)
- The Fighting Shepherdess (1920)
- The Gift Supreme (1920)
- For the Soul of Rafael (1920)
- The Brand of Lopez (1920)
- Fickle Women (1920)
- Seeds of Vengeance (1920)
- 45 Minutes from Broadway (1920)
- The Scoffer (1920)
- What Happened to Rosa (1920)
- The Breaking Point (1921)
- Good Women (1921)
- The Sin of Martha Queed (1921)
- The Light in the Clearing (1921)
- Molly O (1921)
- The Rosary (1922)
- Penrod (1922)
- Kindred of the Dust (1922)
- The Hands of Nara (1922)
- June Madness (1922)
- The Strangers' Banquet (1922)
- The Lonely Road (1923)
- Her Reputation (1923)
- The Rendezvous (1923)
- Anna Christie (1923)
- Enemies of Children (1923)
- Bread (1924)
- The Price She Paid (1924)
- A Fool and His Money (1925)
- Friendly Enemies (1925)
- Confessions of a Queen (1925)
- The Coast of Folly (1925)
- The Circle (1925)
- Wandering Footsteps (1925)
- Bright Lights (1925)
- The Skyrocket (1926)
- Kiki (1926)
- Winning the Futurity (1926)
- The Millionaire Policeman (1926)
- The Fire Brigade (1926)
- Flesh and the Devil (1926)
- Wandering Girls (1927)
- The Night of Love (1927)
- When a Man Loves (1927)
- Captain Salvation (1927)
- Slightly Used (1927)
- The Jazz Singer (1927)
- Drums of Love (1928)
- Two Lovers (1928)
- Yellow Lily (1928)
- Lilac Time (1928)
- A Lady of Chance (1928)
- The Bridge of San Luis Rey (1929)
- Thunderbolt (1929)
- Madame X (1929)
- Whispering Winds (1929)
- Speedway (1929)
- Fast Company (1929)
- Illusion (1929)
- Mister Antonio (1929)
- Seven Faces (1929)
- A Royal Romance (1930)
- In Gay Madrid (1930)
- Du Barry, Woman of Passion (1930)
- Scarface (1932)
- Six Hours to Live (1932)
- To the Last Man (1933)